# Amphineurus operculatus
Amphineurus (Amphineurus) operculatus là một loài ruồi trong họ Limoniidae. Chúng phân bố ở miền Australasia.